# Navalquejigo
Navalquejigo és una pedania o nucli agregat del municipi de El Escorial, província de Madrid. Disposa d'una estació de rodalia coneguda com a Las Zorreras, corresponent a la línia C-8a. El primer assentament fou dels carpetans, al segle iii aC; les restes s'han excavat i s'han trobat alguns objectes; la població es va fundar al segle xi i al segle xiii es va erigir l'església. El 1503 va passar a dependre de Galapagar però el 1564 se'n va separar; el 1748 fou declarada ajuntament; el 1845 va retornar a Galapàgar. El 1895 va passar al municipi de El Escorial.